# Hrvatski suverenisti (koalicija)
 Ovo je glavno značenje pojma Hrvatski suverenisti (koalicija). Za stranku Hrvatski suverenisti pogledajte Hrvatski suverenisti (stranka).
Hrvatski suverenisti, bio je naziv za koaliciju hrvatskih desnih političkih stranaka.

## Povijest
Koalicija je osnovana 2019. godine i sastojala se od četiri stranke: Hrast – Pokret za uspješnu Hrvatsku (HRAST), Hrvatska konzervativna stranka (HKS), Hrvatska stranka prava dr. Ante Starčević (HSP AS) i Ujedinjeni hrvatski domoljubi (UHD), te hrvatskih građanskih inicijativa: Istina o Istanbulskoj i Hrvatski bedem.  
Na izborima za Europski parlament 2019. godine dobili su 91.546 glasova (8,52 %), te su ostvarili 1 mandat. Kandidatkinja Ruža Tomašić (HKS) dobila je 69.989 glasova (76,45 %).
Dana 10. studenoga 2019. godine službeno su postali stranka Hrvatski suverenisti koju su osnovali Hrvatska konzervativna stranka (HKS), Hrast – Pokret za uspješnu Hrvatsku (HRAST), predstavnici udruga i građanskih inicijativa Istina o Istanbulskoj i Hrvatski bedem, te istaknuti intelektualci i pojedinci.

## Vanjske poveznice
- Hrvatski suverenisti